# Gustav Hamel
Pour les articles homonymes, voir Hamel.
Gustav Wilhelm Hamel, né le 25 juin 1889 à Hambourg et disparu en mer le 23 mai 1914, était un pionnier de l'aviation britannique d'origine allemande. Il a joué un rôle important dans les débuts de l’aviation en Grande-Bretagne, et en particulier dans celui de l’aérodrome de Hendon, où Claude Grahame-White développait et promouvait énergiquement le pilotage.

## Biographie
Le 20 septembre 1913, Hamel va remporter le derby de Londres, réalisant les quelque 150 km du parcours en 1 heure, 15 minutes et 49 secondes, les pilotes Barnwell et Hawker se plaçant 2e et 3e de cette course.